# كين ميلز
كين ميلز (بالإنجليزية: Ken Mills)‏ هو فيزيائي وكيميائي بريطاني، ولد في 13 فبراير 1935 في دونكاستر في المملكة المتحدة، وتوفي في 13 مايو 2018.